# Kongebesøget i Ringsted 1919
|  | Denne artikel er oprettet af botten Steenthbot ud fra en ekstern database. Den kan derfor have sproglige fejl eller mangler. Denne skabelon kan fjernes efter kontrol af indholdet. |

Kongebesøget i Ringsted 1919 er en dansk dokumentarisk optagelse fra 1919.

## Handling
Kong Christian X og Dronning Alexandrine besøger Ringsted på Valdemarsdag, 15. juni 1919.

## Medvirkende
- Kong Christian X
- Dronning Alexandrine